# آبا خل، تانک
آبا خل، تانک (به انگلیسی: Aba Khel, Tank) در پاکستان است که در خیبر پختونخوا واقع شده‌است.